# São Sepé
São Sepé este un oraș în Rio Grande do Sul (RS), Brazilia.